# Economía y sociedad de la Segunda República Polaca
La economía y sociedad de la Segunda República Polaca, en el periodo de entreguerras se caracterizó por los intentos de integrar los diversos territorios del nuevo Estado que habían pasado más de cien años separados desde la última partición de Polonia en 1793.
A pesar de los esfuerzos de los distintos gobiernos de la época la integración de los territorios, en muy distintos grados de desarrollo económico y social, no se había completado.

## Comienzos

### Sociedad y poder político
Tras la derrota de los tres imperios que se habían repartido los territorios del antiguo Estado polaco a finales del siglo XVIII, la baja nobleza polaca (en polaco: szlachta), que había mantenido sus lazos a través de las fronteras imperiales y se había reconvertido en la intelectualidad del territorio, facilitó la reunificación, pasando a controlar los partidos políticos del periodo de entreguerras. El campesinado y el proletariado, al comienzo aliados de la antigua nobleza en el objetivo de la independencia, vieron pronto bloqueado su acceso al poder por esta, que lo controló durante todo el periodo de la Segunda República. Sólo en la última mitad de la década de 1930, campesinos y obreros comenzaron a competir con la intelectualidad, para entonces muy dependiente del aparato estatal, por el control político del país y de los partidos.

### Diferencias territoriales
Las tres zonas en las que había quedado dividido el antiguo Estado se habían desarrollado de manera muy diferente durante el siglo XIX. La región más próspera era la antigua región prusiana, con una agricultura e industrias derivadas modernas desarrolladas en el norte y un importante sector minero en el sur, en Silesia. En esta región la clase media solía ser emprendedora, a diferencia de otras, menos avanzadas económicamente, donde estaba formada principalmente por funcionarios y miembros de las profesiones liberales, quedando el comercio a menudo en manos de la minoría judía. La región, unida económicamente a Alemania, sufrió económicamente con la separación de esta —a pesar del antigermanismo político intenso de los habitantes polacos— y con las siguientes malas relaciones con el país vecino durante gran parte del periodo republicano.
En la antigua zona austrohúngara, Galitzia, la población era abrumadoramente rural y el escaso comercio e industria de la región estaban en su mayoría en manos judías. La zona fue privilegiada políticamente al comienzo de la república, a pesar de su pobreza, por ser la única donde durante el periodo de la partición había habido una administración polaca (favorecida por la corte de Viena). La región albergaba además a una importante minoría ucraniana que, desde comienzos del siglo XX, comenzó a oponerse al predominio político de la nobleza polaca.
La antigua zona rusa consistía en dos zonas claramente diferenciadas: el Zarato de Polonia o «Polonia del Congreso» y las zonas fronterizas con Rusia, el kresy. La primera, aunque fundamentalmente agrícola, contaba con industria avanzada y estaba poblada mayoritariamente por polacos, mientras que la segunda, prácticamente por completo rural y atrasada, contaba con una enorme población bielorrusa y ucraniana y una escasa población polaca que, sin embargo, controlaba la economía y la cultura de la región. El escaso comercio y artesanía eran casi exclusivamente judíos.
El periodo de posguerra se caracterizó por la inestabilidad económica, el desempleo y la gran inflación. Esta crisis había sido una de las causas que minó el sistema parlamentario polaco y facilitó el golpe de Estado de mayo de 1926 del mariscal Pilsudski.

### Las minorías
Polonia contaba con importantes minorías, que formaban alrededor del 30 % de la población. Al comienzo del periodo estas eran mayoritariamente favorables a las formaciones de izquierda y a los partidarios del mariscal Józef Piłsudski, supuestamente más tolerantes. En los últimos años, sin embargo, este acercamiento al mariscal cesó por la represión de este de los nacionalistas ucranianos y de las medidas antisemitas de sus sucesores al frente del régimen.
La localización de las minorías eran bastante uniforme: la alemana se hallaba en el Oeste mientras que la bielorrusa y la ucraniana se encontraban en el Este. La población judía, alrededor de un 9,8 % del total, era intensamente urbana, formando el 25,2 % de los habitantes de las ciudades de más de cien mil habitantes. Cuatro quintos de la población judía era urbana.
Su estructura económica era prácticamente opuesta a del resto de la población: dedicada al comercio, la artesanía, la cultura o la comunicación, su presencia en la agricultura era casi nula, a diferencia de polacos, bielorrusos, lituanos, ucranianos o, incluso alemanes. Por el contrario, los judíos estaban prácticamente excluidos de la administración del Estado, contaban con mínimo apoyo gubernamental para mantener su sistema educativo y su nivel de pobreza era elevado (un tercio vivía de la caridad). Su destacado papel económico se debía principalmente a razones históricas: se habían asentado en Polonia por invitación de los monarcas polacos para desarrollar el comercio y la industria, actividades desdeñadas por la nobleza polaca. La población judía sufrió una discriminación e intimidación progresiva en los años finales de la república, fundamentalmente a manos de la derecha y gracias a la pasividad del régimen.
La minoría alemana era la más próspera y equilibrada entre agricultura e industria. Sufrió, sin embargo, una discriminación cultural y una campaña de polonización. Parte emigró a Alemania y, en los años 30, la mayoría respaldó a los nacionalsocialistas.
La minoría bielorrusa, la más atrasada económicamente, estuvo controlada política y económicamente por la población polaca, en parte colonial. Sufrió una represión intermitente, especialmente intensa en los pueblos, a manos del Estado que observó con preocupación la atracción del modelo soviético en parte de ella.
Los ucranianos eran fundamentalmente campesinos, mayoritarios en el sureste, con ciertas poblaciones y guarniciones polacas y artesanos judíos. A la rivalidad política nacionalista con los polacos se unió la económica (hacendados polacos en una zona superpoblada de campesinos ucranianos) y cultural (polonización).
La religión también distinguía a las minorías: aparte de los judíos, los alemanes eran mayoritariamente protestantes, a diferencia de polacos y lituanos, católicos. Bielorrusos y ucranianos solían ser ortodoxos o católicos de rito griego.

## Inflación, estabilización y nueva crisis
El primer intento de estabilizar la cotización del złoty respecto del dólar en enero de 1924 resultó un fracaso parcial, pero tuvo efectos beneficiosos durante año y medio: los precios dejaron de aumentar y el cambio de la divisa permaneció fijo durante año y medio. La inflación resurgió en julio de 1925, pero con menos intensidad que antes. Para tratar de fijar el valor de la divisa, en enero de 1924 el Gobierno polaco había aplicado rigurosas medidas: dejó de imprimir moneda, implantó un impuesto sobre la renta proporcional a los ingresos y realizó una confiscación sobre las rentas del capital. Los problemas financieros gubernamentales de 1925 se debieron a lo exiguo de los ingresos fiscales, menores de lo previsto; ni los impuestos al capital ni a los de la propiedad alcanzaban lo esperado por el Gobierno. A esto se sumó la mala cosecha de 1924 —un tercio menor de lo habitual— y el aumento de las importaciones —facilitado por la alta cotización de la divisa nacional—, que empeoraron la balanza comercial. El consiguiente déficit presupuestario llevó a la impresión de nueva moneda, lo que suscitó una depreciación del złoty. Esta pérdida de valor redujo abruptamente las importaciones, que menguaron a la mitad en los seis últimos meses de 1925. La dimisión del primer ministro y ministro de Finanzas, Władysław Grabski, en noviembre precipitó grandes retiradas de fondos y la bancarrota de varios bancos.
El paro creció considerablemente, al tiempo que la divisa reducía a la mitad su valor frente al dólar. El porcentaje de parados no recuperó el nivel de 1924 (el 5,6 % según cálculos aproximados) hasta 1928. Las medidas gubernamentales de 1924 para atajar la inflación causaron este notable aumento del desempleo que afectó al país durante casi un lustro.

## Tras el golpe de Pilsudski
Inmediatamente después del golpe de Estado del mariscal las huelgas mineras británicas de 1926, que duraron de mayo a septiembre, dieron un gran impulso a las exportaciones de carbón polaco, que se mantuvieron altas. El aumento del comercio del carbón permitió un intenso desarrollo industrial temporal.
Este impulso de la exportación y de la industria coincidió además con un periodo de aumento de precios agrícolas entre 1926 y 1929, lo que atrajo inversiones extranjeras que permitieron estabilizar la moneda y sobrevivir al conflicto arancelario con Alemania.
La relativa bonanza económica favoreció al nuevo régimen autoritario de Pilsudski que, además, daba una imagen de fuerza del país.

## La Gran Depresión
La llegada de la Gran Depresión al país mostró la fragilidad del desarrollo anterior: el poder adquisitivo de la población era bajo como para sostener por sí solo la economía, como lo era también el presupuesto del Estado, equilibrado pero escaso. La crisis de los precios de los productos agrícolas a finales de la década de 1920 afectó duramente al país, causando en algunas zonas problemas de hambruna y extrema pobreza.
La industria, muy afectada por la guerra mundial, con un mercado interior escaso y muy orientada a los vecinos hostiles políticamente al país (Alemania y la URSS), tuvo complicada la obtención de nuevos mercados, especialmente una vez que estalló la crisis económica mundial con su tendencia a la autarquía.
La retirada de las inversiones extranjeras, el desplome de las exportaciones, el aumento notable del desempleo y la caída del poder adquisitivo de los campesinos caracterizaron la crisis en Polonia. El mantenimiento del patrón oro por parte del régimen por motivos en parte políticos retrasó la recuperación económica.
Tras la muerte del mariscal en 1935, los «coroneles» pusieron en marcha un sistema de desarrollo estatalista que impulsó la industria y las obras públicas que llevó a un desarrollo notable, pero de corta duración e insuficiente ante el rápido crecimiento de la población.

## Los problemas del agro
La crisis en la agricultura en un país profundamente rural acrecentó los problemas de sobrepoblación en el campo, a la que acompañaban el subempleo, el bajo consumo y el desequilibrio en la propiedad de la tierra, que en algunas zonas tendía además al minifundio. El rápido crecimiento de la población rural hubiese hecho vana una reforma agraria sin una simultánea industrialización. La aplicación de la reforma, no obstante, fue mínima (la menor tras la húngara en el periodo de entreguerras) fundamentalmente por motivos políticos: en el Kresy el cambio de la propiedad de la tierra hubiese perjudicado a los polacos y beneficiado a las minorías bielorrusa y ucraniana. Durante la república, únicamente el 20 % de las fincas de más de cincuenta hectáreas fue expropiado a los terratenientes para repartirse entre el campesinado pobre. La concentración parcelaria apoyada por el Estado no añadió nuevas tierras y fue poco a poco deshecha por la repartición en herencia de las tierras entre la numerosa prole campesina.
Las tierras agrícolas logradas a través de desecación de ciénagas y otras obras públicas quedaron en manos de los terratenientes. Durante todo el periodo, la propiedad de la tierra fue muy desequilibrada, con grandes terratenientes y campesinos sin tierras o con una cantidad exigua.
La productividad además era baja, incluso en los latifundios, que contaban con tal cantidad de mano de obra barata que no invertían en maquinaria o métodos modernos de producción. Además de las diferencias regionales (mayor producción en el oeste y el centro del país), la productividad agrícola se caracterizó por su bajo nivel comparado tanto con Europa en general como con los países del entorno.
La agricultura sufrió los problemas habituales en un país atrasado en el campo: escaso capital, malas redes de transporte, técnicas de cultivo primitivas, insuficiente conocimiento entre los labradores o desigualdad en la propiedad de la tierra. A esto se añadía la falta de una industrialización lo suficientemente rápida como para acabar con la sobrepoblación rural, que se calculaba entre un cuarto y la mitad de la población.
La falta de una industrialización suficientemente rápida como para absorber a la población subempleada y la limitación de la emigración por los países tradicionalmente receptores mantuvo a la población en el campo: cerca de un 80 % de la población vivía en localidades de menos de diez mil habitantes.

## Balance
Galitzia y el Kresy continuaron siendo regiones mucho más atrasadas que el antiguo Zarato de Polonia y las regiones occidentales anteriormente parte de Prusia.
Los intentos de industrialización estatalista a finales de la república fueron cortos, no bastaron para aumentar el nivel de vida de la mayoría de la población ni para absorber el exceso de población rural.